# José Claramunt
José Claramunt Torres (født 16. juli 1946 i Puçol, Spanien) er en spansk tidligere fodboldspiller (midtbane).
På klubplan spillede Claramunt hele sin karriere hos Valencia CF. Han spillede næsten 300 ligakampe for klubben, og var med til at vinde det spanske mesterskab i 1971 samt pokalturneringen Copa del Rey i 1967.
Claramunt spillede desuden 23 kampe for Spaniens landshold. Han debuterede for holdet 23. februar 1968 i en venskabskamp på hjemmebane mod Sverige. Hans sidste landskamp var en EM-kvalifikationskamp mod Skotland 5. februar 1975.

## Titler
La Liga
- 1971 med Valencia

Copa del Rey
- 1967 med Valencia